# Дефібриляція

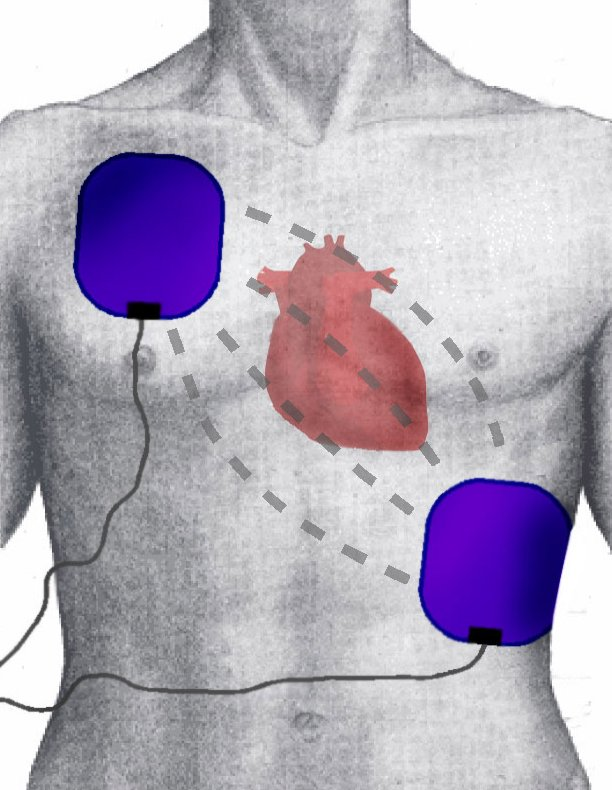
Положення електродів дефібрилятора під час проведення дефібриляції.

Дефібриля́ція (від лат. fibrillatio — «миготіння») — в широкому розумінні заходи, що спрямовані на припинення фібриляції шлуночків серця/шлуночкової тахікардії без пульсу.
Найчастіше під терміном дефібриляція йдеться про електротерапію, що проводиться дефібрилятором, з метою припинення фібриляції шлуночків. Дефібриляція шлуночків серця — один з найважливіших заходів реанімації. Його мета — відновлення ефективності скорочувальної діяльності шлуночків. Дефібриляція передсердь — терапевтичний захід, спрямований на відновлення синусового ритму скорочень серця.
Приблизно 20% випадків зупинки кровообігу потребує дефібриляції.  
В тому разі, якщо не вдається напевно визначити тип зупинки кровообігу необхідно проводити компресію грудної клітини. Компресію грудної клітини слід розпочати до проведення процедури дефібриляції і проводити безперервно, крім моментів перевірки ритму та нанесення розряду дефібрилятора, після чого компресію грудної клітини слід швидко відновити. 

## Механізм дефібриляції
Механізм дефібриляції базується на проходженні через міокард електричного струму певної амплітуди з метою синхронної деполяризації серцевого м'яза та відновлення ритму. 

Міжнародний символ кардіодопомоги

Дефібриляції базується на здатності електричного струму під час проходження через серце одномоментно «розряджати» кардіоміоцити, що призводить до припинення патологічної активності вогнищ.
Для максимальної ефективності дефібриляції електроди слід розмістити таким чином, щоб ділянка серця, яка фібрилює була розташована між ними.
Значна частина струму проходить повз міокард, і лише 4% досягає міокарду. Варто звернути увагу на те, щоб електроди не знаходились надто близько один до одного.

## Ефективність та безпечність дефібриляції
На ефективність та безпечність дефібриляції впливають наступні чинники:
- Найважливіше значення для успішної дефібриляції має форма електричного імпульсу, яка для біфазного дефібрилятора становить 200 Дж, для монофазного - 400 Дж.
- Розташування електродів є дуже важливим, для ефективності дефібриляції, їх слід розташовувати так, як показано в інструкції. Електроди повинні мати хороший контакт зі шкірою для забезпечення кращої електропровідності.
- Опір грудної клітини (трансторакальний опір) має важливе значення для забезпечення ефективної дефібриляції. для зменшення трасторакального опору рекомендовано проведення дефібриляції у фазу видиху.[2]

## Засоби дефібриляції
Дефібриляція здійснюється за допомогою дефібриляторів — апаратів, що являють собою генератори потужних високовольтних електричних імпульсів. Ефективність дефібриляції зростає, коли використовують електроди-наліпки, а не ложки.

### Перед проведенням дефібриляції потрібно
- зняти усі ювелірні та металеві вироби, які могли би контактувати з електродами (якщо пірсинг зняти швидко неможливо, слід стежити, щоб електроди з тим не контактували);

- для жінок необхідно зняти/розрізати бюстгальтер;

- у випадку надмірної вологості грудної клітини, її слід швидко висушити та перекласти пацієнта на суху поверхню;

- у випадку високої щільності волосяного покриву на грудях, його слід швидко поголити до проведення процедури;

- з шкіри необхідно зняти усі пластирі чи патчі з медикаментами, для уникнення опіків та контакту з електродами.

Про успішність дефібриляції роблять висновок на підставі даних електрокардіографії. 
Електрична кардіоверсія це відновлення нормального серцевого ритму після дефібриляції. Електрична кардіоверсія є більш ефективною ніж медикаментозна.

## Джерело
- Українська радянська енциклопедія : у 12 т. / гол. ред. М. П. Бажан ; редкол.: О. К. Антонов та ін. — 2-ге вид. — К. : Головна редакція УРЕ, 1974–1985., Том 3., К., 1979, стор. 322